# Großer Preis von Belgien 2009
Der Große Preis von Belgien 2009 (offiziell 2009 Formula 1 ING Belgian Grand Prix) fand am 30. August auf dem Circuit de Spa-Francorchamps in Spa statt und war das zwölfte Rennen der Formel-1-Weltmeisterschaft 2009.

## Berichte

### Hintergrund
Nach dem Großen Preis von Europa führte Jenson Button in der Fahrerwertung mit 18 Punkten vor Rubens Barrichello und mit 20,5 Punkten vor Mark Webber. In der Konstrukteurswertung führte Brawn-Mercedes führte mit 27,5 Punkten vor Red Bull-Renault und mit 80 Punkten vor Ferrari.
Bei Ferrari wurde der verletzte Felipe Massa erneut durch Luca Badoer vertreten.
Mit Kimi Räikkönen (dreimal) trat ein ehemaliger Sieger zu diesem Grand Prix an.

### Training
Im ersten freien Training fing es nach kurzer Zeit an zu regnen, sodass es für die Piloten unmöglich wurde ihre bisher erzielten Rundenzeiten zu verbessern. Jarno Trulli erzielte somit mehr durch Glück als durch Leistung die schnellste Runde.
Im zweiten freien Training, das unter trockenen Bedingungen stattfand, sicherte sich der amtierende Weltmeister Lewis Hamilton im McLaren-Mercedes knapp vor Timo Glock im zweiten Toyota die Führungsposition. Dritter wurde Räikkönen.
Die schnellste Runde im dritten freien Training fuhr Nick Heidfeld vor Trulli und Adrian Sutil.

### Qualifying
Das Qualifying bestand aus drei Teilen mit einer Nettolaufzeit von 45 Minuten. Im ersten Qualifying-Segment (Q1) hatten die Fahrer 18 Minuten Zeit, um sich für das Rennen zu qualifizieren. Die besten 15 Fahrer erreichten den nächsten Teil. Giancarlo Fisichella war Schnellster. Beide Toro-Rosso-Piloten, Kazuki Nakajima, Romain Grosjean und Badoer schieden aus.
Der zweite Abschnitt (Q2) dauerte 15 Minuten. Die schnellsten zehn Piloten qualifizierten sich für den dritten Teil des Qualifyings. Trulli fuhr nun die schnellste Runde. Beide McLaren-Piloten, Sutil, Fernando Alonso und Button schieden aus.
Der letzte Abschnitt (Q3) ging über eine Zeit von zwölf Minuten, in denen die ersten zehn Startpositionen vergeben wurden. Fisichella fuhr überraschend die Bestzeit und sicherte sich die Pole-Position. Es war die erste Pole für Force India überhaupt und für Fisichella die erste seit dem Großen Preis von Malaysia 2006. Trulli komplettierte als Zweiter eine italienische erste Startreihe. Auf Platz drei folgte Heidfeld, der mit 32 Jahren der jüngste von den ersten vier Fahrern war.

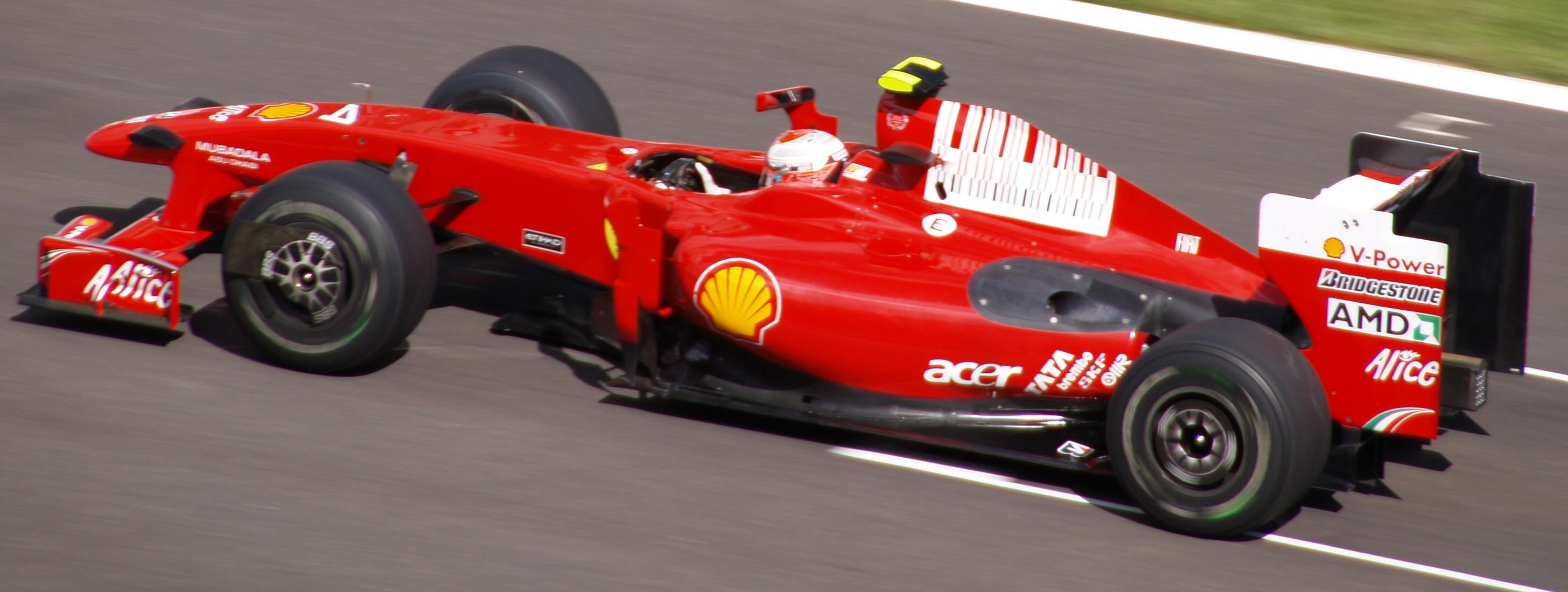
Kimi Räikkönen gewann in Belgien sein erstes Rennen in dieser Saison

### Rennen

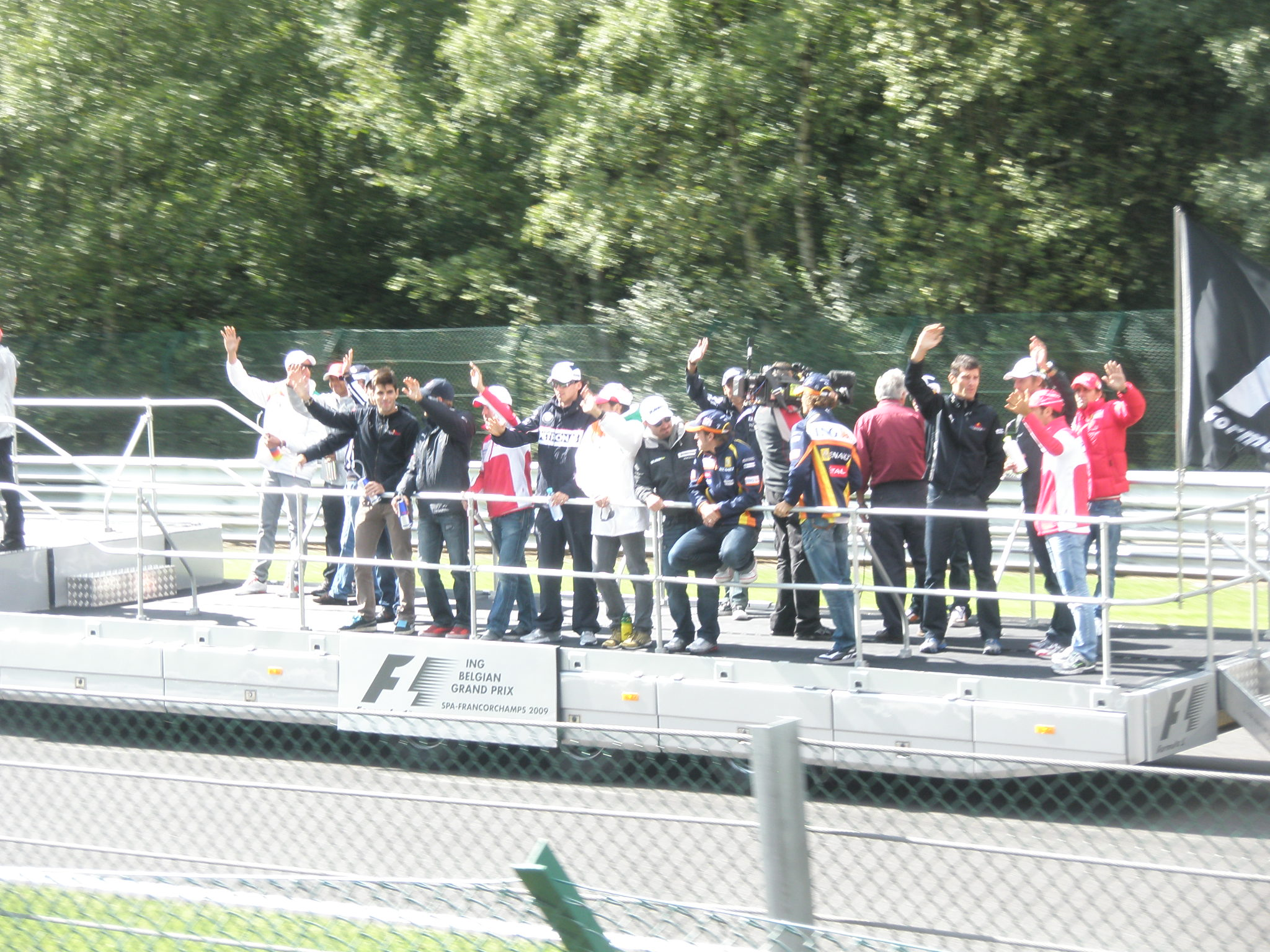
Fahrerparade vor dem Rennen

Beim Start behielt Fisichella die Führung, wohingegen es ansonsten zu einigen Verschiebungen kam. Barrichello blieb beinahe stehen und wurde von den meisten Fahrern überholt. Räikkönen startete gut und verbesserte sich hinter Robert Kubica auf den dritten Platz. Auf der Kemmel-Geraden zog der Finne an Kubica vorbei und nahm den zweiten Platz ein. Im hinteren Feld kam es zu zwei Kollisionen: Grosjean drehte Button von der Strecke und Jaime Alguersuari kollidierte mit Hamilton. Für alle vier Fahrer war das Rennen auf der Stelle beendet. Darauf kam das Safety-Car zur Bergung der Fahrzeuge auf die Strecke.

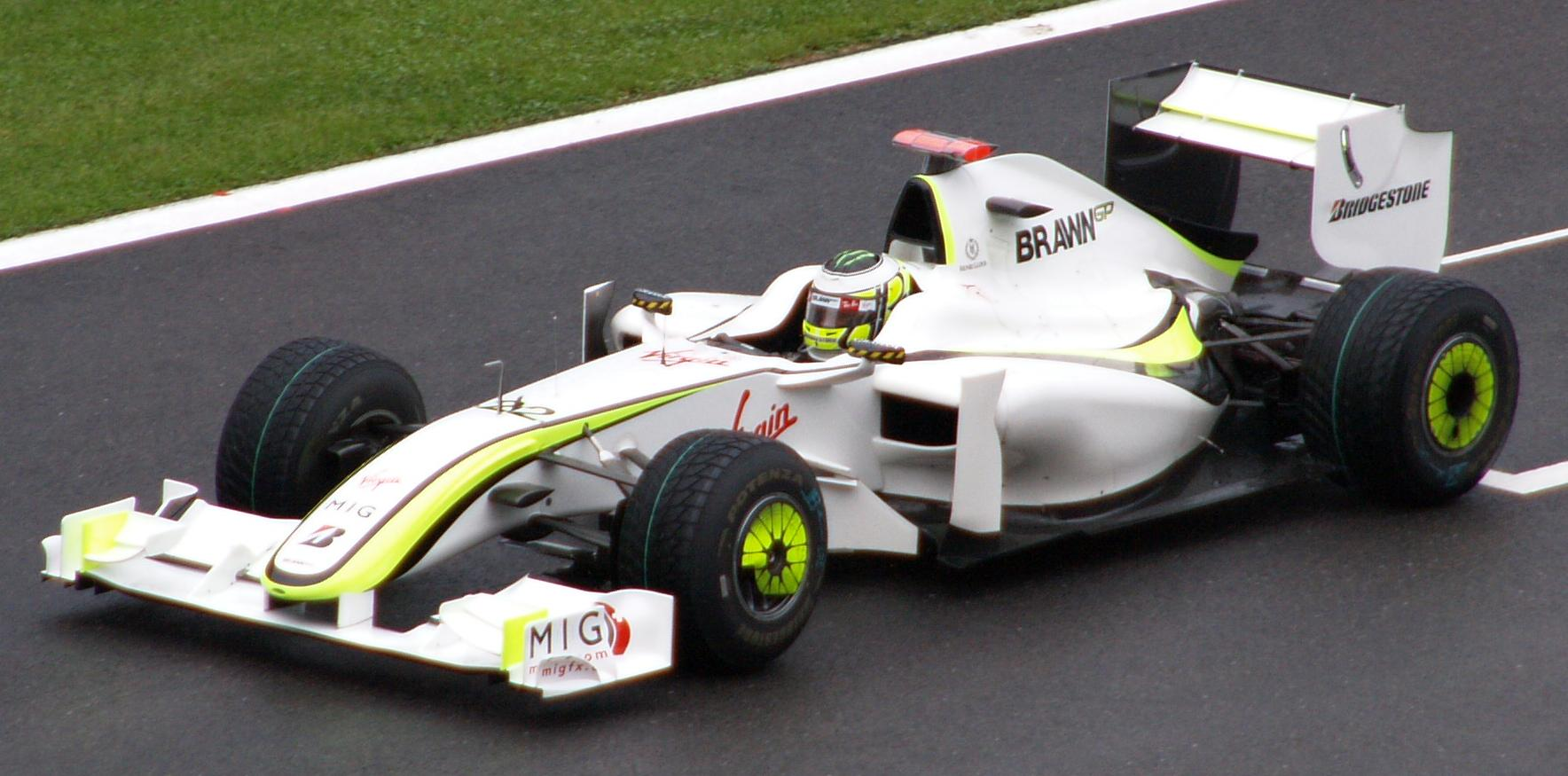
Jenson Button schied in diesem Rennen zum ersten Mal in der Saison aus

Beim Restart des Rennens konnte Räikkönen nach der La Source direkt hinter Fisichella herfahren. Aus dem Windschatten heraus zog Räikkönen mit Hilfe von KERS auf der Kemmel-Geraden an Fisichella vorbei und übernahm die Führung. Bis zu seinem Boxenstopp in der zwölften Runde blieb BMW Sauber-Pilot Kubica hinter den beiden Führenden. Räikkönen und Fisichella kamen in der 14. Runde gleichzeitig an die Box. An der Reihenfolge änderte der Boxenstopp nichts. Ebenfalls in der 14. Runde stoppten Webber und Heidfeld, die, nachdem Webber das Signal zur Weiterfahrt von seiner Boxenmannschaft zu früh erhalten hatte, beinahe in der Boxengasse kollidiert wären. Webber wurde für dieses Vergehen umgehend von der Rennleitung mit einer Durchfahrtsstrafe belegt. Nachdem zwischenzeitlich Sebastian Vettel und Nico Rosberg das Rennen angeführt hatten, belegte Räikkönen nach den Stopps der Deutschen wieder die Führungsposition vor Fisichella.
Für Trulli, der sich vor dem Rennen Chancen auf den Sieg ausgerechnet hatte, lief das Rennen schlecht. Nachdem er in der ersten Runde nach einem Reparaturstopp auf den letzten Platz zurückgefallen war, konnte er Badoer nicht überholen und musste anschließend in der Boxengasse aufgeben. Badoer blieb das gesamte Rennen chancenlos am Ende des Feldes, aber erzielte mit Hilfe eines flach eingestellten Frontflügels mehrfach die Bestzeit im ersten Sektor.
Mit einem schweren Auto startend war Alonso inzwischen auf den dritten Platz hinter Räikkönen und Fisichella vorgefahren. Nachdem es bei Alonsos Boxenstopp Probleme mit der Befestigung seines linken Vorderreifens gab, entschied sich das Renault-Team seinen Fahrer aus Sicherheitsgründen aus dem Rennen zu nehmen.
Fisichella konnte dem Ferrari von Räikkönen zwar problemlos folgen, ihn zu überholen gelang ihm aber nicht. So sollte der letzte Boxenstopp der beiden zur Entscheidung um den Sieg führen. Ihren zweiten Boxenstopp absolvierten beide Piloten erneut in derselben Runde und auch diesmal blieb Räikkönen vor dem Italiener.
In der Zwischenzeit hatte sich Vettel nach dem Boxenstopp des Führungs-Duos erneut an die Spitze des Feldes gearbeitet. Mit einem späten Boxenstopp kam der Deutsche als Dritter zurück auf die Strecke und fuhr nach seinem Stopp mehrfach die schnellste Rennrunde.
Schlussendlich blieb Räikkönen an der Spitze und gewann nach über einem Jahr wieder ein Formel-1-Rennen. Es war zudem der erste Sieg für Ferrari in dieser Saison. Fisichella erzielte als Zweiter die ersten Punkte und die erste Podest-Platzierung für das Force-India-Team. Dritter wurde Vettel, der im Kampf um den WM-Titel einige Punkte auf seine Rivalen gutmachen konnte. Mit Kubica auf Platz vier und Heidfeld auf Platz fünf erzielte das BWM-Sauber-Team sein bestes Saisonergebnis. Den sechsten Platz belegte Heikki Kovalainen im McLaren-Mercedes, der mit einer Einstoppstrategie unterwegs war. Den siebten Platz rettete Brawn-Pilot Barrichello, der in den letzten Runden ein Motorenproblem bekam und dessen Wagen im Ziel zu brennen anfing. Rosberg sicherte sich den letzten Punkt.

## Meldeliste
| Team                      | Nr. | Fahrer               | Chassis           | Motor                | Reifen |
| ------------------------- | --- | -------------------- | ----------------- | -------------------- | ------ |
| Vodafone McLaren Mercedes | 01  | Lewis Hamilton       | McLaren MP4-24    | Mercedes-Benz 2.4 V8 | B      |
| Vodafone McLaren Mercedes | 02  | Heikki Kovalainen    | McLaren MP4-24    | Mercedes-Benz 2.4 V8 | B      |
| Scuderia Ferrari Marlboro | 03  | Luca Badoer          | Ferrari F60       | Ferrari 2.4 V8       | B      |
| Scuderia Ferrari Marlboro | 04  | Kimi Räikkönen       | Ferrari F60       | Ferrari 2.4 V8       | B      |
| BMW Sauber F1 Team        | 05  | Robert Kubica        | BMW Sauber F1.09  | BMW 2.4 V8           | B      |
| BMW Sauber F1 Team        | 06  | Nick Heidfeld        | BMW Sauber F1.09  | BMW 2.4 V8           | B      |
| ING Renault F1 Team       | 07  | Fernando Alonso      | Renault R29       | Renault 2.4 V8       | B      |
| ING Renault F1 Team       | 08  | Romain Grosjean      | Renault R29       | Renault 2.4 V8       | B      |
| Panasonic Toyota Racing   | 09  | Jarno Trulli         | Toyota TF109      | Toyota 2.4 V8        | B      |
| Panasonic Toyota Racing   | 10  | Timo Glock           | Toyota TF109      | Toyota 2.4 V8        | B      |
| Scuderia Toro Rosso       | 11  | Jaime Alguersuari    | Toro Rosso STR4   | Ferrari 2.4 V8       | B      |
| Scuderia Toro Rosso       | 12  | Sébastien Buemi      | Toro Rosso STR4   | Ferrari 2.4 V8       | B      |
| Red Bull Racing           | 14  | Mark Webber          | Red Bull RB5      | Renault 2.4 V8       | B      |
| Red Bull Racing           | 15  | Sebastian Vettel     | Red Bull RB5      | Renault 2.4 V8       | B      |
| AT&T Williams             | 16  | Nico Rosberg         | Williams FW31     | Toyota 2.4 V8        | B      |
| AT&T Williams             | 17  | Kazuki Nakajima      | Williams FW31     | Toyota 2.4 V8        | B      |
| Force India F1 Team       | 20  | Adrian Sutil         | Force India VJM02 | Mercedes-Benz 2.4 V8 | B      |
| Force India F1 Team       | 21  | Giancarlo Fisichella | Force India VJM02 | Mercedes-Benz 2.4 V8 | B      |
| Brawn GP Formula 1 Team   | 22  | Jenson Button        | Brawn BGP 001     | Mercedes-Benz 2.4 V8 | B      |
| Brawn GP Formula 1 Team   | 23  | Rubens Barrichello   | Brawn BGP 001     | Mercedes-Benz 2.4 V8 | B      |

Anmerkungen
1. ↑  Die Startnummern 18 und 19 wurden wegen des Rückzugs des Honda-Teams nicht vergeben. Das Nachfolgeteam Brawn GP bekam als Neuling traditionell die letzten Startnummern, das Team Force India rückte aus Marketinggründen nicht auf.

## Klassifikationen

### Qualifying
| Pos. | Fahrer               | Konstrukteur         | Q1       | Q2       | Q3       | Start |
| ---- | -------------------- | -------------------- | -------- | -------- | -------- | ----- |
| 01   | Giancarlo Fisichella | Force India-Mercedes | 1:45,102 | 1:44,667 | 1:46,308 | 01    |
| 02   | Jarno Trulli         | Toyota               | 1:45,140 | 1:44,503 | 1:46,395 | 02    |
| 03   | Nick Heidfeld        | BMW Sauber           | 1:45,566 | 1:44,709 | 1:46,500 | 03    |
| 04   | Rubens Barrichello   | Brawn-Mercedes       | 1:45,237 | 1:44,834 | 1:46,513 | 04    |
| 05   | Robert Kubica        | BMW Sauber           | 1:45,655 | 1:44,557 | 1:46,586 | 05    |
| 06   | Kimi Räikkönen       | Ferrari (K)          | 1:45,579 | 1:44,953 | 1:46,633 | 06    |
| 07   | Timo Glock           | Toyota               | 1:45,450 | 1:44,877 | 1:46,677 | 07    |
| 08   | Sebastian Vettel     | Red Bull-Renault     | 1:45,372 | 1:44,592 | 1:46,761 | 08    |
| 09   | Mark Webber          | Red Bull-Renault     | 1:45,350 | 1:44,924 | 1:46,788 | 09    |
| 10   | Nico Rosberg         | Williams-Toyota      | 1:45,486 | 1:45,047 | 1:47,362 | 10    |
| 11   | Adrian Sutil         | Force India-Mercedes | 1:45,239 | 1:45,119 | –        | 11    |
| 12   | Lewis Hamilton       | McLaren-Mercedes (K) | 1:45,767 | 1:45,122 | –        | 12    |
| 13   | Fernando Alonso      | Renault              | 1:45,707 | 1:45,136 | –        | 13    |
| 14   | Jenson Button        | Brawn-Mercedes       | 1:45,761 | 1:45,251 | –        | 14    |
| 15   | Heikki Kovalainen    | McLaren-Mercedes (K) | 1:45,705 | 1:45,259 | –        | 15    |
| 16   | Sébastien Buemi      | Toro Rosso-Ferrari   | 1:45,951 | –        | –        | 16    |
| 17   | Jaime Alguersuari    | Toro Rosso-Ferrari   | 1:46,032 | –        | –        | 17    |
| 18   | Kazuki Nakajima      | Williams-Toyota      | 1:46,307 | –        | –        | 18    |
| 19   | Romain Grosjean      | Renault              | 1:46,359 | –        | –        | 19    |
| 20   | Luca Badoer          | Ferrari (K)          | 1:46,957 | –        | –        | 20    |

Anmerkungen
(K) = Rennwagen mit KERS

### Rennen
| Pos. | Fahrer               | Konstrukteur         | Runden | Stopps | Zeit        | Start | Schnellste Runde |
| ---- | -------------------- | -------------------- | ------ | ------ | ----------- | ----- | ---------------- |
| 01   | Kimi Räikkönen       | Ferrari (K)          | 44     | 2      | 1:23:50,995 | 06    | 1:47,674 (42.)   |
| 02   | Giancarlo Fisichella | Force India-Mercedes | 44     | 2      | + 0,939     | 01    | 1:47,737 (43.)   |
| 03   | Sebastian Vettel     | Red Bull-Renault     | 44     | 2      | + 3,875     | 08    | 1:47,263 (38.)   |
| 04   | Robert Kubica        | BMW Sauber           | 44     | 2      | + 9,966     | 05    | 1:47,664 (41.)   |
| 05   | Nick Heidfeld        | BMW Sauber           | 44     | 2      | + 11,276    | 03    | 1:47,371 (35.)   |
| 06   | Heikki Kovalainen    | McLaren-Mercedes (K) | 44     | 1      | + 32,763    | 15    | 1:48,348 (24.)   |
| 07   | Rubens Barrichello   | Brawn-Mercedes       | 44     | 2      | + 35,461    | 04    | 1:48,257 (37.)   |
| 08   | Nico Rosberg         | Williams-Toyota      | 44     | 2      | + 36,208    | 10    | 1:47,766 (41.)   |
| 09   | Mark Webber          | Red Bull-Renault     | 44     | 3      | + 36,959    | 09    | 1:47,783 (39.)   |
| 10   | Timo Glock           | Toyota               | 44     | 2      | + 41,490    | 07    | 1:47,736 (40.)   |
| 11   | Adrian Sutil         | Force India-Mercedes | 44     | 2      | + 42,636    | 11    | 1:47,859 (42.)   |
| 12   | Sébastien Buemi      | Toro Rosso-Ferrari   | 44     | 2      | + 46,106    | 16    | 1:47,763 (42.)   |
| 13   | Kazuki Nakajima      | Williams-Toyota      | 44     | 1      | + 54,241    | 18    | 1:48,205 (42.)   |
| 14   | Luca Badoer          | Ferrari (K)          | 44     | 1      | + 1:42,177  | 20    | 1:49,803 (41.)   |
| –    | Fernando Alonso      | Renault              | 26     | 1      | DNF         | 13    | 1:48,634 (23.)   |
| –    | Jarno Trulli         | Toyota               | 21     | 2      | DNF         | 02    | 1:50,029 (16.)   |
| –    | Jenson Button        | Brawn-Mercedes       | 0      | 0      | DNF         | 14    | –                |
| –    | Romain Grosjean      | Renault              | 0      | 0      | DNF         | 19    | –                |
| –    | Lewis Hamilton       | McLaren-Mercedes (K) | 0      | 0      | DNF         | 12    | –                |
| –    | Jaime Alguersuari    | Toro Rosso-Ferrari   | 0      | 0      | DNF         | 17    | –                |

Anmerkungen
(K) = Rennwagen mit KERS

## WM-Stände nach dem Rennen
Die ersten acht des Rennens bekamen 10, 8, 6, 5, 4, 3, 2 bzw. 1 Punkt(e).

### Fahrerwertung
| Pos. | Fahrer             | Konstrukteur     | Punkte |
| ---- | ------------------ | ---------------- | ------ |
| 01   | Jenson Button      | Brawn-Mercedes   | 72,0   |
| 02   | Rubens Barrichello | Brawn-Mercedes   | 56,0   |
| 03   | Sebastian Vettel   | Red Bull-Renault | 53,0   |
| 04   | Mark Webber        | Red Bull-Renault | 51,5   |
| 05   | Kimi Räikkönen     | Ferrari          | 34,0   |
| 06   | Nico Rosberg       | Williams-Toyota  | 30,5   |
| 07   | Lewis Hamilton     | McLaren-Mercedes | 27,0   |
| 08   | Jarno Trulli       | Toyota           | 22,5   |
| 09   | Felipe Massa       | Ferrari          | 22,0   |
| 10   | Heikki Kovalainen  | McLaren-Mercedes | 17,0   |
| 11   | Timo Glock         | Toyota           | 16,0   |
| 12   | Fernando Alonso    | Renault          | 16,0   |

| Pos. | Fahrer               | Konstrukteur         | Punkte |
| ---- | -------------------- | -------------------- | ------ |
| 13   | Nick Heidfeld        | BMW Sauber           | 10,0   |
| 14   | Giancarlo Fisichella | Force India-Mercedes | 8,0    |
| 15   | Robert Kubica        | BMW Sauber           | 8,0    |
| 16   | Sébastien Buemi      | Toro Rosso-Ferrari   | 3,0    |
| 17   | Sébastien Bourdais   | Toro Rosso-Ferrari   | 2,0    |
| 18   | Adrian Sutil         | Force India-Mercedes | 0,0    |
| 19   | Kazuki Nakajima      | Williams-Toyota      | 0,0    |
| 20   | Nelson Piquet jr.    | Renault              | 0,0    |
| 21   | Luca Badoer          | Ferrari              | 0,0    |
| 22   | Jaime Alguersuari    | Toro Rosso-Ferrari   | 0,0    |
| 23   | Romain Grosjean      | Renault              | 0,0    |

### Konstrukteurswertung
| Pos. | Konstrukteur     | Punkte |
| ---- | ---------------- | ------ |
| 01   | Brawn-Mercedes   | 128,0  |
| 02   | Red Bull-Renault | 104,5  |
| 03   | Ferrari          | 56,0   |
| 04   | McLaren-Mercedes | 44,0   |
| 05   | Toyota           | 38,5   |

| Pos. | Konstrukteur         | Punkte |
| ---- | -------------------- | ------ |
| 06   | Williams-Toyota      | 30,5   |
| 07   | BMW Sauber           | 18,0   |
| 08   | Renault              | 16,0   |
| 09   | Force India-Mercedes | 8,0    |
| 10   | Toro Rosso-Ferrari   | 5,0    |